# Georges Vannières
Georges Vannières est un dessinateur suisse, né le 27 juin 1740 à Genève et décédé dans cette même ville le 1er septembre 1834.
Il est élève de Joseph-Marie Vien à Paris et a lui-même comme élève à Genève François-Gédéon Reverdin.